# Загребачки трамвај
Трамвајски саобраћај у Загребу уведен је 1891. године, а трамвајска кола тада су вукли коњи. Године 1910. пуштен је у саобраћај електрични трамвај, а у наредних годину дана коњски трамвај је укинут. Данас трамвајску мрежу чини 116 км пруга, а саобраћај је организован у 15 дневних и четири ноћне трамвајске линије. О организацији трамвајског саобраћаја брине Загребачки електрични трамвај.

## Историјски развој

### Коњски трамвај
Наглом урбанизацијом Загреба поткрај 19. века јавила се потреба за увођењем организованог јавног градског превоза. Иако су још 1844. уведене прве коњске омнибусне линије, оне су били сезонске природе и служиле за превоз путника до градских купалишта или за потребе превоза гостију од железничке станице до ондашњих загребачких хотела. О потреби увођења коњског трамваја, градски су оци почели расправљати 1885. године, а идеја је постала актуелна 1887, кад је француски инжењер Раул Пјер Александар Готје предложио градском поглаварству увођење коњског трамваја од Загреба до Самобора. Због недостатка средстава Готје је променио план и предложио градњу пруге у Загребу. Концесију за градњу пруге коначно је добио 7. марта 1891, међутим Готје није започео с њеном градњом, него је уз пристанак градске општине пренео своја права и обавезе на Друштво загребачких грађана. Градња једноколосечне трамвајске пруге почела је 11. маја 1891. године.
Коњски трамвај пуштен је у саобраћај 5. септембара 1891. године. Ширина колосека износила је 760 mm, а укупна саобраћајна дужина пруга око 8 km. Пруга је била изграђена од митнице у Влашкој улици (данашњи Кватерников трг), кроз Влашку, Драшковићеву и Јуришићеву улицу преко Јелачићева трга, па Илицом до Водоводне улице (односно до Пиваре) уз одвојак Колодворском цестом (данашњом Улицом Републике Аустрије) до тзв. Јужног (данашњег Западног) колодвора те уз одвојак Франкопанском улицом и Савском до Савског моста. Већ следеће године, изградњом новог колодвора Државних железница (данашњег Главног колодвора), саграђен је одвојак трамвајске пруге од Јелачићева трга до новог колодвора. Пруга је имала мимоилазнице на важнијим стајалиштима.
Трамвајски возни парк састојао се од 10 затворених и 6 отворених (летњих) кола 1891, а до 1910. порастао је на 38. Кола су била изграђена у фабрици „Вајцер” у Гразу, а била су дуга 5 m, широка 1,80 m и високa 2,50 m. Просечна брзина трамвајских кола које је вукао коњ била је 7,5 km/h. Спремиште трамвајских кола, с коњском стајом и управном зградом, било је на месту данашњег Техничког музеја.

### Електрични трамвај
Саобраћај на првој прузи електричног трамваја свечано је отворен 18. августа 1910. године. Коњски трамвај задржао се још годину дана, до потпуног завршетка мреже електричног трамваја.

## Трамвајска мрежа
Развој загребачке трамвајске мреже започет је 11. маја 1891. када су почели радови на изградњи једноколосечне трамвајске пруге ширине колосека 760 mm. Пруга, којом је 5. септембра 1891. пуштен у саобраћај коњски трамвај, протезала се од данашњег Кватерниковог трга (односно тадашње Митнице у Влашкој улици), Влашком, Драшковићевом, Јуришићевом улицом преко Јелачићева трга те Илицом до Јужног (данас Западног) колодвора. Пруга је имала одвојак до Савског моста кроз Франкопанску и Савску. Од тада па до данас мрежа се проширила на дужину од 116.346 m по којој се одвија редовни трамвајски саобраћај. Од 1910. године ширина колосека је 1000 mm. Мрежа се у неколико наврата ширила, у новембру 1979. је први пут прешла на десну обалу Саве, преко моста "Младости" (последње је било 2000. године пуштањем у саобраћај акција од Дубраве до Дубца, те од Јаруна до Пречког), док су неке деонице пруга укинуте.
Трамвајски прстен у Новом Загребу је изградило угледно хрватско грађевинарско предузеће ГРО Владимир Гортан.
| Пуштање у саобраћај појединих деоница пруга (до 1910. пруга за коњски трамвај) | Пуштање у саобраћај појединих деоница пруга (до 1910. пруга за коњски трамвај)                                                    |
| ------------------------------------------------------------------------------ | --- |
| 1891.                                                                          | Водоводна / Западни колодвор - Јелачићев Трг - Кватерников трг (првобитна ширина колосека 760 mm, од 1910. 1000 mm)               |
| 1891.                                                                          | Савски Мост - Франкопанска / Илица (првобитна ширина колосека 760 mm, од 1910. 1000 mm)                                           |
| 1892.                                                                          | Јелачићев Трг - Главни колодвор (код хотела Еспланаде) (првобитна ширина колосека 760 mm, од 1910. 1000 mm)                       |
| 1892.                                                                          | Кватерников трг - Максимир (првобитна ширина колосека 760 мм, од 1910. 1000 мм)                                                   |
| 1910.                                                                          | Западни колдовор - Драшковићева (потез кроз Клаићеву улицу и Хебрангову)                                                          |
| 1910.                                                                          | Водоводна - Чрномерец |
| 1911..                                                                         | Јелачићев Трг - Каптол - Нова Вес - Гупчева звезда - Мирогој                                                                      |
| 1924.                                                                          | Драшковићева - Бранимирова |
| 1926..                                                                         | Кватерников Трг - Сајмиште (кроз Хеинзелову)                                                                                      |
| 1928.                                                                          | Бранимирова / Драшковићева - Сигечица (потез кроз Бранимирову)                                                                    |
| 1931.                                                                          | Влашка / Драшковићева - Рибњак - Медвешчак - Гупчева звезда                                                                       |
| 1933.                                                                          | Гупчева звезда - Јандрићева |
| 1935.                                                                          | Драшковићева - Харамбашићева (Звонимирову улицом)                                                                                 |
| 1935.                                                                          | Савска цеста - Љубљаница (данашњом Тратинске и озаљски)                                                                           |
| 1942..                                                                         | Максимир - Дубрава |
| 1945.                                                                          | спојница од Главни колодвор до Савске цесте (кроз Михановићев и Водниковом)                                                       |
| 1946.                                                                          | спојница од Драшковићеве до Трга жртава фашизма (кроз Миславов)                                                                   |
| 1947.                                                                          | спојница од Западног колодвора до Савске цесте (кроз Јагићеву и Јукићеву)                                                         |
| 1948.                                                                          | Јандрићева - Михаљевац |
| 1949.                                                                          | Савска цеста - Хајнцелова (данашњом Вуковарском авенијом)                                                                         |
| 1950.                                                                          | Михаљевац - Доле |
| 1950.                                                                          | Хајнцелова - Житњак |
| 1961.                                                                          | Бранимирова (Сигечица) - Кватерников Трг (Шубићевом улицом)                                                                       |
| 1962.                                                                          | Бранимирова (Сигечица) - Држићева                                                                                                 |
| 1963.                                                                          | Харамбашићева - Боронгај |
| 1979.                                                                          | Држићева - Запруђе - Сопот |
| 1985.                                                                          | Хорваћанска (Савски мост) - Сопот (завршетак тзв. Новозагребачког прстена)                                                        |
| 1987.                                                                          | Савски мост - Јарун (Хорвачанска цестом)                                                                                          |
| 1990.                                                                          | Житњак - Савишће |
| 2000.                                                                          | Дубрава - Дубец |
| 2000.                                                                          | Јарун - Пречко |
| Укинуће појединих пруга                                                        | |
| 1926.                                                                          | Западни колодвор - Драшковићева (саобраћај обустављен још 1924. због нерентабилности)                                             |
| 1931.                                                                          | Јелачићев трг - Каптол - Нова Вес - Гупчева звезда (након изградње деонице Влашка - Рибњак - Медвешчак - Гупчева звезда)          |
| 1954.                                                                          | Кватерников трг - Сајмиште |
| 1967.                                                                          | Гупчева звезда - Мирогој (након несреће 31. октобра 1954. саобраћај обустављен до 1964, саобраћај коначно прекинут 15. мајa 1967) |

Како се развијала трамвајска мрежа било је потребно на крајњим одредиштима уредити и трамвајска окретишта. Данас се трамвајска окретишта налазе на одредиштима трамвајских линија:
| Дубец Дубрава Максимир Боронгај Житњак Кватерников трг Михаљевац Доле | Западни колодвор Чрномерец Љубљаница Савски мост Савишће Пречко Сопот Запруђе |

Такође постоје и помоћна трамвајска окретишта у Хајнцеловој улици те на Јаруну, као и око Трга жртава фашизма.

## Трамвајска инфраструктура и сигнализација
Ширина колосека је 1000 mm. Напон контактне мреже износи 600 V. Скретница је у граду 174, а трамвајских стајалишта 255.

### Саобраћајни знакови
У трамвајском саобраћају постоје посебни саобраћајни знакови.
|                         |                                     |                  |
| Ограничење брзине       | Престанак важећег ограничења брзине | Најава скретнице |
|                         |                                     |                  |
| Скретнички контакт      | Расклопац                           | Пружна склопка   |
|                         |                                     |                  |
| Обавезно кочење мотором |                                     |                  |

### Семафори
На неким раскрсницама у граду, а нарочито на већим и прометнијим, уз семафоре за друмски саобраћај постављени су и посебни семафори за трамвајски саобраћај који сигнализирају возачу трамваја могућност пролаза кроз раскрсницу. Трамвајски семафор има најмање два светла, а може их имати два, три или четири, зависно о томе колико је скретница положено у раскрсници.

## Возни парк
Возни парк је разноврстан и састављен је од неколико типова трамваја различитих произвођача. Радним даном у промету је 187 трамвајских моторних кола и 84 приколица. Типови трамваја ТМК 201, T4YU и KT4YU су били исти као и у Београду.
2007. године потписан је уговор за набавку још 70 нових нископодних трамваја ТМК 2200, а први из нове серије пуштен је у саобраћај 21. јануара 2008. године. По плановима развоја трамвајски возни парк ЗЕТ-а за две до три године чинит ће само четири типа трамвајских моторних кола: ТМК 2200, ТМК 2300, ТМК 2100 и осавремењени ТМК 301 (односно КТ4).
| Моторна кола                              | Моторна кола | Моторна кола |
| Назив                                     | Слика        | Напомена |
| ----------------------------------------- | ------------ | --- |
| TMK 101 надимак: Стојадин, Ђуро           |              | Први трамвај овог типа пуштен је у саобраћај 1951. године. Ради се о двоосовинским трамвајима које је производио „Ђуро Ђаковић”, иако су прва три прототипа произведена у ЗЕТ-овој радионици. Увођењем у саобраћај нископодних трамваја ТМК 2200 постепено се повлаче из саобраћаја. Од 2008. више не возе.                                                                        |
| TMK 201 надимак: Бик                      |              | Ради се о четвероосовинским трамвајима које је производио Ђуро Ђаковић. Трамваји су произведени током 1973. и 1974. године. Врло су близу повлачењу из саобраћаја. |
| ČKD Tatra T4YU (тип 401) надимак: Чех     |              | Трамваји овога типа су пуштени у саобраћај у периоду од 1976. - 1982. Они су такође врло близу повлачењу из саобраћаја. |
| ČKD Tatra KT4YU (тип 301) надимак: Катица |              | Зглобни трамваји пуштени се у саобраћај у периоду од 1985. - 1986. Иако стари, још увек се налазе у саобраћају. |
| JZT-1 (TMK 900) надимак: Тенк             |              | Прототип трамваја израђен у фабрици Ђуро Ђаковић 1990. године. Произведен је само један. Повучен из службе. |
| Düwag GT6 (тип 901) надимак: Геншер       |              | Половни трамваји набављени из Маннхеима у периоду од 1995. до 1996. године. Више не возе. |
| Düwag GT6 Mannheimer (тип 941): верзија   |              | Половни трамваји набављени из Маннхеима у периоду од 1996. до 1997. године. Више не возе. |
| TMK 2100                                  |              | Укупно произведено 16 двозглобних осамосовинских трамваја. Произвођачи су Кончар и ТЖВ Гредељ. За израду су коришћене приколице ТП-4 и ТП 1-З и моторна кола ТМК 201, од којих су, између осталога, уграђени преносници снаге и вучни мотори. Прототип је пуштен у саобраћај 1994. године ( ТМК 2101 ). Остали трамваји пуштени су у саобраћај у периоду од 1997. до 2003. године. |
| TMK 2200                                  |              | Нископодни трамвај Кротрам. Произведено их је укупно 70 у периоду од 2005. до 2007. године. 2007. године потписан је уговор за још 70 трамваја овог типа. Испорука друге серије покренута је почетком 2008. |
| TMK 2200K (TMK 2300) надимак: Шорти       |              | Краћа верзија ТМК 2200, пуштен у саобраћај крајем 2009. |
| Приколице                                 |              | |
| TP 591                                    |              | Приколице за ТМК 101 и ТМК 201 |
| TP 701                                    |              | Приколице за ТМК 101 и ТМК 201 |
| TP 801 фабричка ознака B4YU               |              | Приколице за тип трамваја Tatra T4. |

Помоћни трамваји су:
- трамвај брусилица Тип Б2 (2)
- ралице (5)
- теретни трамвај с приколицама - прерађени М-24 (2 + 7)

У возном стању су и два преуређена трамваја М-24, један ЗЕТ-ов туристички, док је други музејски примерак Техничког музеја.
Трамваји су смештени у две ремизе - Дубрава и Трешњевка.
Трамваји који су пре били у саставу возног парка:
- Ганц-Маваг Т-50 из 1910. - касније преграђени у приколице тзв. Пагоде.
- Ганц-Маваг Т-70 из 1911.
- М-22 - моторна кола произведена у ЗЕТ-у, а пројектовао их је дипл. инж. Драгутин Мандл. Имала су дрвени костур.
- М-24
- ТМК 100 - прототип
- ТМК 200 - зглобни шестосовински трамвај

## Трамвајске линије
Трамвајске линије током времена су се укидале или су биле увођене нове. Данашњи систем трамвајских линија уведен је почетком [[1980-их]] година, уз неке касније измене (најзначајнија промена је укидање линије број 16:  Чрномерец - Јукићева - Савска - Велесајам - Запруђе  почетком [[1990-их]] ). Тренутно саобраћа 15 дневних и четири ноћне трамвајске линије, које саобраћају 00:00-04:00 сата. Повремено трамвајске линије мењају трасу због радова на прузи или њеној реконструкцији (обично лети). Такође су могуће и дневне привремене и повремене промене траса линија, које се догађају услед неког ванредног догађаја (нпр. Саобраћајна несрећа, већи квар, нестанак електричне струје, и др.) И тада трамваји возе заобилазно. Ноћне линије трамвајског саобраћаја често се замењују аутобус има због одржавања мреже.
Повремено се у промет уводе изванредне линије (нпр. Линија 18, 19 и сл.), Иако ретко и привремено, обично приликом реконструкције пруга.
Трамвајске линије су означене бројком на табли или дисплеју на предњем и задњем делу трамваја, те с десне бочне стране трамваја. На једној трамвајској линији саобраћа више трамваја, а сваки трамвај има свој возни ред (број возног реда трамваја означен је на дисплеју или металној плочици са возачеве леве стране). Временски след између појединих трамваја на истој линији у правилу је износи неколико минута, а зависи о томе радили се о дневној или ноћној линији, дану у недељи (радни дан или субота и недеља), као ио добу дана, те просечном броју путника на линији .

### Дневне линије
| Линија број | Од               | Преко                                                                                   | До              |
| ----------- | ---------------- | --------------------------------------------------------------------------------------- | --------------- |
| 1           | Западни колодвор | Трг бана Јосипа Јелачића                                                                | Боронгај        |
| 2           | Чрномерец        | Јукићева, Главни колодвор, Аутобуска станица, Житњак                                    | Савишће         |
| 3           | Љубљаница        | Улица града Вуковара                                                                    | Савишће         |
| 4           | Савски мост      | Главни колодвор                                                                         | Дубец           |
| 5           | Пречко           | Улица града Вуковара, Аутобуска станица, Кватерников трг                                | Дубрава         |
| 6           | Чрномерец        | Трг бана Ј. Јелачића, Главни колодвор                                                   | Сопот           |
| 7           | Савски мост      | Велесајам, Аутобуска станица                                                            | Дубец           |
| 8           | Михаљевац        | Драшковићева, Аутобуска станица                                                         | Запруђе         |
| 9           | Љубљаница        | Главни колодвор                                                                         | Боронгај        |
| 11          | Чрномерец        | Трг бана Јосипа Јелачића                                                                | Дубец           |
| 12          | Љубљаница        | Трг бана Јосипа Јелачића                                                                | Дубрава         |
| 13          | Житњак           | Улица града Вуковара, Савска, Трг бана Ј. Јелачића, Главни колодвор, Трг жртава фашизма | Кватерников трг |
| 14          | Михаљевац        | Трг бана Ј. Јелачића, Савска, Велесајам                                                 | Запруђе         |
| 15          | Михаљевац        |                                                                                         | Доле            |
| 17          | Пречко           | Хорваћанска, Савска, Трг бана Ј. Јелачића, Трг жртава фашизма, Звонимирова              | Боронгај        |

### Ноћне линије
| Линија број | Од        | Преко                                                                       | До          |
| ----------- | --------- | --------------------------------------------------------------------------- | ----------- |
| 31          | Чрномерец | Трг бана Ј. Јелачића, Главни колодвор, Аутобуска станица, Авенија Дубровник | Савски мост |
| 32          | Пречко    | Трг бана Ј. Јелачића, Трг хрватских великана                                | Боронгај    |
| 33          | Доле      | Драшковићева, Главни колодвор, Савска цеста, Улица града Вуковара           | Савишће     |
| 34          | Љубљаница | Трг бана Ј. Јелачића, Главни колодвор, Драшковићева                         | Дубец       |

## Систем наплате превоза
У ЗЕТ-овом тарифном систему користе се следеће врсте путних карата:
- Појединачне карте
- Карте купљене преко СМС поруке (од 01. августа 2013. ова је могућност укинута)
- Дневне карте
- Месечне показне карте („месечни показ”)
- Годишње показне карте и годишње карте („годишњи показ”)

Цела трамвајска мрежа налази се у 1. тарифној зони.
У скорије време очекује се увођење савременијих система наплате превоза, као и аутомати за продају карата на трамвајским стајалиштима.